# Julio Castillo
Julio Castillo – piłkarz urugwajski, pomocnik.
Jako piłkarz klubu Rampla Juniors wziął udział w turnieju Copa América 1959, gdzie Urugwaj zajął przedostatnie, szóste miejsce. Castillo zagrał w dwóch meczach – z Argentyną i Chile.